# Chionobosca actinopis
Chionobosca actinopis là một loài bướm đêm trong họ Crambidae.